# Antona generans
Antona generans är en fjärilsart som beskrevs av Walker 1854. Antona generans ingår i släktet Antona och familjen björnspinnare. Inga underarter finns listade i Catalogue of Life.